# John M. Fabian
John McCreary Fabian, född 28 januari 1939 i Texas, är en amerikansk astronaut uttagen i astronautgrupp 8 den 16 januari 1978

## Rymdfärder
- STS-7
- STS-51-G